# 不信
| ウィキペディアには「不信」という見出しの百科事典記事はありません（タイトルに「不信」を含むページの一覧/「不信」で始まるページの一覧）。 代わりにウィクショナリーのページ「不信」が役に立つかもしれません。 |